# Izrael
Izrael (heb. יִשְׂרָאֵל, Medinat Jisra'el; arap. إسرائيل, Dawlât Isrā'īl), službeno Država Izrael, bliskoistočna je država smještena na jugoistočnoj obali Sredozemnog mora i sjevernoj obali Crvenog mora. Graniči s Libanonom na sjeveru, Sirijom na sjeveroistoku, Jordanom na istoku, Palestinom na Zapadu i Istoku Zapadnom obalom i Pojasom Gaze na istoku i zapadu te Egiptom na jugozapadu. Izrael ima geografski izrazito raznovrsne značajke unutar svog relativno malog teritorija. Izraelsko gospodarsko i tehnološko središte je Tel Aviv, dok je sjedište državnih institucija u glavnom gradu Jeruzalemu.
Parlamentarna je demokratska država te jedina židovska država na svijetu. Površina države je 20.770 km2 u međunarodno priznatim granicama, a s pripojenim područjima 22,072 km2  i ima 8.843.160 stanovnika prema procjeni za 2018. godinu. Ime potječe od Jakova, kasnije prozvanog Izrael, jednog od patrijarha židovskog naroda od čijih je 12 sinova nastalo 12 izraelskih plemena. Izraelska zastava ima korijene u židovskoj tradiciji. Bijela pozadina simbolizira čistoću. U sredini je Davidova zvijezda koja simbolizira savez Boga i Židova. Gornji trokut zvijezde simbolizira Boga koji se saginje prema narodu, a donji trokut simbolizira Židove koji pružaju ruku Bogu. Plave pruge simboliziraju talit, židovski molitveni šal.
O trajnoj žudnji Židova za povratkom u svoju zemlju govore već biblijske riječi iz doba babilonskog ropstva. Jeruzalem se u biblijskom tekstu spominje oko 700 puta.
Kraljevstva Izraela i Judeje nastala su tijekom željeznog doba. Asirija je osvojila Izrael oko 720. godine pr. Kr. Judejom su kasnije kao Židovskom autonomnom pokrajinom upravljali Babilonsko, Perzijsko i Makedonsko Carstvo. Uspješna Makabejska revolucija rezultirala je stvaranjem samostalnog Hasmoneavog kraljevstva koje je 63. g. pr. Kr. postalo marionetskom državom Rimske Republike koja je 37. g. pr. Kr. na vlast postavila Herodsku dinastiju, a u 6. stoljeću stvorila rimsku provinciju Judeju. Judeja je postojala kao rimska provincija sve dok niz židovskih pobuna nije doveo do njenog rasprostranjenog uništavanja, protjerivanja židovskog stanovništva i preimenovanja u Sirijska Palaestina. Židovska prisutnost u regiji u određenoj se mjeri zadržala tijekom narednih stoljeća. U 7. stoljeću Levant su od Bizanta osvojili Arapi koji su njime upravljali sve do Prvog križarskog rata 1099. Godine 1187. vlast preuzimaju Ajubidi od kojih će vlast u 13. stoljeću preuzeti Mamelučki Sultanat koji će prostorom Levanta vladati sve do poraza od Osmanskog Carstva 1517. godine. Tijekom 19. stoljeća, nacionalno buđenje među Židovima dovelo je do uspostave cionističkog pokreta u dijaspori, nakon čega je uslijedio niz useljeničkih valova na teriotrij Osmanske, odnosno od 1920. godine Britanske Palestine.
Godine 1947., Ujedinjeni narodi su usvojili Plan podjele Palestine u kojemu su uzeli Palestincima državu i omogućili Jevrejima koji do tada nisu imali državu da naprave Izrael. Židovska agencija koja je predstavljala interese Židova je Plan prihvatila, dok su ga arapski vođi odbacili. David Ben-Gurion proglasio je osnivanje Države Izrael 14. svibnja 1948. nakon čega je uslijedio napad vojski susjednih arapskih država. Nakon pobjede koja je potpomognuta Zapadom u Arapsko-izraelskom ratu, Izrael je preuzeo vlast nad većinom bivšeg teritorija Britanske Palestine, dok su upravu nad Zapadnom obalom i Pojasom Gaze preuzeli Jordan i Egipat. Izrael se od tada uspješno borio u nekoliko ratova s okolnim arapskim zemljama, a nakon Šestodnevnog rata 1967. je okupirao Zapadnu obalu i Golansku visoravan kojima de facto upravlja i danas. Kontinuirana nastojanja za rješavanje izraelsko-palestinskog sukoba nisu rezultirala konačnim mirovnim sporazumom. Međutim, potpisani su mirovni sporazumi između Izraela i Egipta i Jordana.
U Temeljnim zakonima (Izraelski ustav), Izrael je definiran kao "židovska i demokratska" država. Izrael nema službenu, državnu religiju. Izrael je predstavnička demokracija s parlamentarnim sustavom vlasti, proporcionalnom zastupljenošću i općim biračkim pravom. Knesset je zakonodavno tijelo, premijer šef vlade dok predsjednik ima ceremonijalnu ulogu. Izrael je razvijena zemlja i članica OECD-a te je u 2023. godini imao 29. najveće gospodarstvo u svijetu po nominalnom BDP-u i 13. u BDP-u po glavi stanovnika. Izrael ima koristi od visoko kvalificirane radne snage i jedna je od najobrazovanijih zemalja svijeta s obzirom na postotak građana koji imaju visok stupanj obrazovanja. Izrael ima najviši životni standard na Bliskom istoku i jedan od najviših u svijetu.

## Etimologija
„Izrael“ znači Onaj tko se hrvao s Bogom ili Božji kraljević.

## Povijest

### Povijesni Izrael
Židovi se na područje današnjeg Levanta doseljavaju oko 1400. pr. Kr., u zemlju koju nazivaju Kanaan. U vrijeme velike gladi u doba patrijarha Josipa sele u sjeverni Egipat u područje plodne doline Nila, gdje ubrzo upadaju u egipatsko ropstvo. Oko 1235. pr. Kr. pod vodstvom Mojsija odlaze iz Egipta kako bi se spasili od ropstva. U zemlju Kanaan stižu pod vodstvom Jošue te ratuju protiv starosjedioca Kanaanaca i Filistejaca. Potkraj 1000. pr. Kr. sudac (plemenski glavar) Samuel pomazuje Šaula za prvog kralja. Poslije njega kralj je David koji osvaja Jeruzalem i proglašava ga prijestolnicom. Najvažniji židovski kralj je Salomon koji gradi Prvi hram na brežuljku Cionu. Nakon njegove smrti židovska se država dijeli na Izraelitsko kraljevstvo na sjeveru i Judeju na jugu, koje ruše Asirci odnosno Babilonci čiji kralj Nabukodonozor II. ruši Prvi hram i odvodi Židove u babilonsko ropstvo. Pola stoljeća poslije perzijski vladar Kir Veliki osvaja Babilon, oslobađa Židove iz ropstva, financira im put u Levant, te im gradi Drugi hram u Jeruzalemu. Nakon što je Aleksandar Veliki porazio Ahemenidsko Perzijsko Carstvo, Židovi su pod vlašću helenističkih dijadosa sve do dolaska Rimskog Carstva. Poslije velikog židovskog ustanka 135. godine rimski car Hadrijan guši pobunu, razara židovske gradove, te protjeruje židovski narod i uvodi im tisućljetnu zabranu povratka. Nakon Rimljana teritorijem vladaju Bizantinci sve do 7. stoljeća, kada dolaze arapski osvajači koji potiskuju Bizant iz Palestine i dopuštaju Židovima povratak nakon stoljeća izbivanja. Tijekom islamske vladavine Arapi po prvi put u povijesti postaju većinsko stanovništvo. Nakon islamskih kalifata, teritorijem vladaju još Otomansko Carstvo i Velika Britanija.

### Cionizam
Tijekom 19. st. među europskim Židovima dolazi do oživljavanja nacionalnog identiteta te želje za obnovom vlastite države u Levantu. Tako je stvoren pokret nazvan cionizam (njegovim formalnim osnivačem smatra se Theodor Herzl, 1897. godine). Pokret je dobio ime po brdu na kojem se nalazio Jeruzalemski hram (Cion) međutim, kasnije je taj naziv simbolizirao sam Jeruzalem. Cilj ovog pokreta bilo je ujedinjenje Židova u dijaspori i njihov povratak u zemlju Izraela, a kulminaciju doživljava 1948. godine osnivanjem države Izrael.
Već tijekom 19. st. došlo je do povećanih migracijskih tokova europskih Židova u Izrael. Pred početak Prvoga svjetskog rata to je područje, podijeljeno u nekoliko osmanskih sandžaka imalo oko 700.000 stanovnika, od čega su skoro 90 % činili Arapi. Pred kraj rata Velika Britanija je nakon borbi s osmanskim snagama okupirala to područje, te je 1921. od tijela Lige Narode dobila zaduženje za vođenje Britanskog Mandata za Palestinu: u Rezoluciji Vrhovnog vijeća glavnih sila Lige Naroda donijete u San Remu 25. travnja 1921. god. je bila izričito sadržana odredba da će Britansko Carstvo “biti dužno na odgovoran način primijeniti deklaraciju koju je izvorno Britanska Vlada donijela 8. studenog 1917., te koja je potom prihvaćena od ostalih Savezničkih Sila, u svrhu uspostave nacionalnog doma za židovski narod u Palestini”. Riječ je bila o tzv. Balfourovoj Deklaraciji, koju je tadašnji britanski ministar vanjski poslova Arthur James Balfour bio uputio bankaru i važnom cionistu Edmundu de Rotschildu, obećavajući da će u Palestini biti uspostavljen "nacionalni" "dom" za židovski narod: bila je riječ o ambivalentnoj terminologiji koja je omogućavala različita tumačenja –  prilagodljiva stvarnim mogućnostima koja bude omogućile budućim prilikama.
Britanija gotovo odmah odvaja većinu teritorija mandatne Palestine i na tom području osniva Transjordan (aneksijom područja sa zapadne strane rijeke Jordan, 1949. godine, Transjordan mijenja ime u Jordan), kojeg daje na upravu svom savezniku, šerifu iz Meke – kojega je suparnička obitelj Al Saud potisnula iz područja koje danas zovemo Saudijsom Arabijom. Židovima je odmah zabranjeno naseljavanje u Transjordan. Godine 1923. područje visoravni Golan, dogovorom Britanije i Francuske, iz sastava Britanskog Mandatna za Palestinu prelazi u francusku Siriju. "Odustanak" Britanije od Golana 1923. je izveden nakon što se ondje lokalno stanovništvo oružano oduprijelo cionističkom naseljavanju, koje su podupirali Britanci. I drugdje su započele veće netrpeljivosti između ovih dvaju naroda. Židovi stalnim useljavanjem u Palestinu rastu u ukupnom broju stanovnika s 11 % 1922. godine na 30 % 1942. godine.

### 1948.: Rezolucija Glavne skupštine UN 181(1) i proglašenje Države Izrael
Godine 1947. rezolucijom Ujedinjenih naroda područje Palestine podijeljeno je na arapsku i židovsku državu, a Jeruzalem je trebao biti pod međunarodnom upravom. Židovi su prihvatili odluku UN-a, dok su je Arapi odbacili. U to vrijeme, na području Palestine bilo je oko 33 % 608.000 Židova i 67 % (1.243.000) Arapa. Nesuglasice su počele oko statusa Jeruzalema jer su Židovi u Jeruzalemu bili teritorijalno odvojeni od matične zemlje, a činili su većinu stanovništva grada. 
Nakon II. svjetskog rata, mnogo je Židova bilo spremno napustiti Europu, u kojoj su nekratko prije bili proganjani u sklopu Holokausta. Pri kraju postojanja Britanskog Mandata za Palestinu (1948.), na njegovom području (koje od 1946. godine nije više obuhvaćao Jordan) je živjelo neznatno manje od 700.000 Židova (od toga oko 100.000 u Jeruzalemu), te nešto manje od 940.000 Arapa (od toga oko 105.000 u Jeruzalemu). Na području koje su Ujedinjeni narodi predviđali za buduću židovsku državu (dakle, bez Jeruzalema, koji je trebao imati poseban status) je živjelo oko 498 tisuća Židova i oko 407 tisuća Arapa. Na plenarnoj sjednici Opće skupštine UN održanoj 29. studenog 1947. godine je  donijeta Rezolucija 181 (II), koja sadrži plan o podjeli Palestine na arapsku i židovsku nezavisnu državu s ekonomskom unijom i s posebnim međunarodnim režimom za Grad Jeruzalem; Rezolucijom je određeno da se britanske oružane snage imaju povući iz Palestine 1. kolovoza 1948. godine. Već je prije donošenja te rezolucije Opće Skupštine UN-a, Vijeće Sigurnosti Ujedinjenih Naroda 19. ožujka 1947. godine iznijelo ocjenu da se rješenje pitanja Palestine zacijelo neće moći postići mirnim sredstvima.
Sukobi su kulminirali 15. svibnja 1948. godine nakon što je Ben Gurion proglasio Državu Izrael – Egipat, Sirija, Libanon i Jordan su objavili rat, te poslali vojnu pomoć Palestincima u ratu protiv Izraelaca.

### Arapsko-izraelski rat 1948.
Makar su novu državu odmah slijedećeg dana priznali i Sovjetski Savez i Sjedinjene Američke Države, novoproglašena država nije imala priznanje susjednih arapskih država – stoga niti određene granice. Započeo je prvi arapsko-izraelski rat u kojem su sudjelovali palestinski Arapi uz pomoć arapskih država s jedne, te palestinski Židovi s druge strane. Na početku rata svaka strana je ušla u ratne aktivnosti s oko 30.000 boraca; tijekom rata koji je potrajao 15 mjeseci su postupno arapske snage porasle do 40.000 vojnika, a izraelske do 60.000. Arapske snage su uspjele nakon rata održati kontrolu nad većinom područja određenih za arapsku državu u Palestini –Jordanske nad područjima uz zapadnu obalu rijeke Jordana, a egipatske nad područjima Pojasa Gaze; međutim je Izrael obranio svoju državnost.
Ove se granice nisu mijenjale sve do Šestodnevnog rata 1967. godine kada je Izrael okupirao još 20 700 km2. Procijene UN-a su da je 711.000 Palestinaca protjerano u okolne arapske zemlje, dok je oko 600.000 Židova iz arapskih zemalja emigriralo (emigracija nije bila dobrovoljna: u arapskim zemljama je ostao živjeti tek vrlo mali dio pripadnika židovskih zajednica koje su ondje postojale stoljećima) u Izrael.

### Šestodnevni rat
Godine 1967. Izraelci vrše iznenadni napad na Egipat, Jordan i Siriju, te su nakon šestodnevnih borbi okupirali Gazu, Sinajski poluotok, arapski dio Istočnog Jeruzalema, Zapadnu obalu te Golansku visoravan. Na okupiranom teritoriju od oko 69.000 km2 živjelo je oko 1,5 milijun Palestinaca. U isto vrijeme, na okupirana područja doseljava se židovsko stanovništvo.

### Daljni ratovi
Godine 1973. slijedi Jomkipurski rat u kojoj egipatsko-sirijska koalicija pokušava vratiti Golansku visoravan odnosno Sinaj. U početnim borbama redaju se arapski uspjesi, ali Izrael uspijeva odbaciti egipatsko-sirijske snage uz veliku pomoć Amerikanaca. Iako ne uspijevaju vratiti okupirana područja Arapi se psihološki oporavljaju od sramotnog poraza u Šestodnevnom ratu. Godine 1982. izraelskom invazijom južnog Libanona počinje Libanonski rat. Rat je ostao upamćen i po masakrima libanonskih falangi nad Palestincima u podršci koju su tim masakrima pružile izraelske snage.

### 1980-e
Vidi članak: Libanonski rat 1982.
Prva Intifada odnosi se na niz nasilnih incidenata između Izraelaca i Palestinaca između 1987. do sporazuma u Oslu 1993. koje su uz posredstvo američkog predsjednika Billa Clintona potpisali Yitzhak Rabin, izraelski premijer i Yasser Arafat. Do tada je poginulo 1.162 Palestinaca i 160 Izraelaca.

### 1990-e
U ranim devedesetima počinje velik dolazak Židova izbjeglih iz SSSR-a. Samo u razdoblju od 1990. – 1991. došlo je njih 380.000. Novi imigranti značajno su pridonijeli gospodarskom razvoju zemlje svojim stručnim znanjima.
Godine 1992. lijeva koalicija dolazi na vlast, a novi premijer je Jichak Rabin koji potpisuje sporazum u Oslu s PLO-om. Rabina je 1995. ubio ekstremni izraelski nacionalist Jigal Amir. Novi premijer je Šimon Peres koji gubi izbore 1996. kada na vlast dolazi Likud na čelu s Benjaminom Netanjahuom.
Na izborima 1999. pobjeđuje Laburistička stranka na čelu s Ehudom Barakom. U srpnju 2000. premijer Barak sudjeluje na pregovorima s Jaserom Arafatom i predsjednikom SAD-a Clintonom. Pregovori propadaju, a Barakov prijedlog da se uspostavi palestinska država na 90 % teritorija Pojasa Gaze i Zapadne obale je odbijen. Nakon neuspijeha pregovora Palestinci pokreću drugu intifadu.

### 2000-te
U ožujku 2001. Likud se vraća na vlast, a Ariel Šaron dolazi na mjesto premijera. Sharon provodi jednostrano povlačenje iz Pojasa Gaze u 2005. Sharon zbog neslaganja oko povlačenja napušta Likud i osniva novu stranku Kadima. Od početka druge intifade poginulo je više od 1000 izraelskih građana, većinom civila u terorističkim napadima palestinskih militanata. Na palestinskoj strani poginulo je više od 3000 ljudi, također uglavnom civila.
Izrael gradi sigurnosnu ogradu na granici sa Zapadnom obalom pod izlikom kako bi se obranio od ulaska terorista na svoj teritorij, no pri tome se na izraelskoj strani ograde našlo 9,5 % teritorija Zapadne obale.
Nakon Sharonova infarkta na vlast kao vršitelj dužnosti premijera dolazi Ehud Olmert. U travnju 2006. Olmert dolazi na premijerski položaj nakon što je njegova stranka Kadima dobila najviše mjesta na izborima.
Dne 12. srpnja 2006. započeo je novi Izraelsko-libanonski sukob, u kojem je Izrael, bez obzira na međunarodne kritike, vršio agresiju na libanonske civile i infrastrukturu. U ratu je poginulo preko 1000 Libanonaca (većinom civila) i 150 Izraelaca (većinom vojnici).

## Zemljopis
Oko 66 % površine Izraela otpada na pustinju (Negev). Površinskih vodenih tokova osim rijeke Jordana gotovo i nema, ali se navodnavanjem ipak osiguravaju površine za poljoprivredu. Sjeverno područje obuhvaća Galilejski ravnjak (600 metara n.v.) koji se prema jugu nastavlja u nizinu Esdrelon.
Zemljopisni položaj:
Izrael se nalazi na Bliskom istoku, uz obalu Sredozemnog mora; kopnene granice su s Jordanom, Sirijom, Libanonom i Egiptom. Dvije trećine toga područja zauzima pustinja Negev. Mrtvo more najniža je točka na zemlji (408 m ispod morske razine).
Kopnena površina:
Izrael prema granicama iz 1949. godine ima ukupnu površinu 21.946 km2, izuzevši Golansku visoravan (1176 km2), Pojas Gaze (352 km2), Judeju i Samariju odnosno Zapadnu obalu (5706 km2), koje je Izrael okupirao 1967. godine.
Granice:
Egipat – 255 km
Jordan – 238 km
Libanon – 79 km
Sirija – 76 km
Zapadna obala – 307 km
Pojas Gaze – 51 km

### Regije
Izrael je podijeljen na 6 regija: Sjeverni (3.490 km2, 1.130.000 stanovnika) sa sjedištem u Nazaretu, Haifa (854 km2, 990.000 stanovnika) sa sjedištem u Haifi, Tel Aviv (170 km2, 1.730.000 stanovnika) sa sjedištem u Tel Avivu, Središnji (1.242 km2, 1.430.000 stanovnika) sa sjedištem u Ramli, Jeruzalem (557 km2, 820.000 stanovnika) sa sjedištem u Jeruzalemu te Južni (14.387 km2, 800.000 stanovnika) sa sjedištem u gradu Beer Ševi.

## Politika
Izrael je parlamentarna demokracija te postoji trodioba vlasti na zakonodavnu, sudsku i izvršnu vlast. Zakonodavnu vlast predstavlja jednodomni parlament Kneset kojeg čini 120 zastupnika biranih na četverogodišnji mandat. Zastupnici su birani u Kneset putem izbora preko političkih stranaka. Predsjednik Izraela je na čelu Izraela, a bira ga Kneset na petogodišnje razdoblje. Predsjednik ima više ceremonijalnu ulogu ali nakon izbora određuje čelnika pobjedničke stranke te mu povjeruje sastav vlade. Predsjednik Izraela je od 24. srpnja 2014. Reuven Rivlin. Premijer koji je odgovoran za sastav vlade također dijeluje u četverogodišnjem mandatu. Sadašnji izraelski premijer je Benjamin Netanyahu.
Administrativna podjela: 6 okruga (mehozot, jednina mehoz):
Središnji mehoz, mehoz Haifa, mehoz Jeruzalem, Sjeverni mehoz, Južni mehoz, mehoz Tel Aviv
Proglašenje neovisnosti: 14. svibnja (nacionalni praznik)
14. svibnja 1948. Velikoj Britaniji ističe mandat Generalne skupštine Ujedinjenih naroda od 29. studenoga 1947. te židovski narod proglašava Državu Izrael i taj datum slavi kao Dan proglašenja neovisnosti
Glavne političke stranke:
- Balad ili Nacionalni demokratski savez
- Demokratski pokret
- Gesher
- Hadash
- Laburistička stranka
- Likud
- Meretz
- Nacionalna vjerska stranka
- Tsomet
- Ysrael
- United Arab List
- Judaism
- Moledet
- Kadima

## Vojska
Zbog čestih izraelsko-arapskih sukoba, vojska je izuzetno bitna za Državu Izrael.
„Cahal“ (hebrejski: צה"ל Cahal) ili Izraelske sigurnosne snage (hebrejski: צבא ההגנה לישראל C'va Ha-Ha'gana Le-Jisrael: „Snaga za obranu Izraela“) je naziv za izraelske oružane snage koje se sastoje od izraelske vojske, zračnih snaga i ratne mornarice.
Izrael je podjeljen u tri zborna područja: Sjever, Jug i Središnje područje. Postoji i četvrto područje koje pokriva cijeli Izrael, no služba je civilnog karaktera.
Vojska je obvezna za Židove i Druze, dok se muslimani i kršćani mogu dobrovoljno javiti.
Muškarci služe vojni rok 36 mjeseci, a žene 21 mjesec.

## Gospodarstvo
Unatoč velikom BDP-u koji ostvaruju zemlje jugozapadne Azije, bogate zalihama nafte i plina (Kuvajt, UAE, Saudijska Arabija, Katar, Oman) i kada se uzmu u obzir svi gospodarski relevantni elementi, upravo je Izrael najrazvijenija zemlja regije. Najveći udio u gospodarstvu imaju tercijalne djelatnosti (66 %), a BDP po stanovniku iznosi 36.051 USD (2013. godina).

## Stanovništvo
- broj stanovnika (2008.): 7.412.200
- gustoća naseljenosti: 401 st./km2
- glavni i najveći grad (2016.): Jeruzalem (hebr. Jerušalajim) 882.652 stanovnika od čega je 524.700 Židova i 307.300 Arapa
- rodnost (2003.): 20 ‰
- smrtnost (2003.): 6 ‰
- očekivana životna dob (2017.): 82 godine
- narodnosni sastav (2017.): Židovi 74,6 %, Arapi 20,9 %
- vjerski sastav (2016.): Židovi 74,71 %, Muslimani (većinom suniti) 17,66 %, Kršćani 1,95 %, drugi 4,07 %
- službeni jezici: hebrejski i arapski
- pismenost (2014.): muškarci 98,7 %, žene 95,8 %
- stupanj urbanizacije (udio gradskog stanovništva) (2003.): 92 %

## Religija
Najrasprostranjenije religije u Izraelu su judaizam, islam i kršćanstvo. Izrael je zemlja koja je osnovana 1948. godine pod utjecajem cionističkog pokreta. Njen prvi premijer, David Ben Gurion ustanovio je sve simbole Izraela. Izrael je zemlja koju Židovi smatraju domovinom, tako da je i na grbu Izraela menora, a na zastavi Davidova zvijezda.
Utjecaj islama u Izraelu prije svega dolazi iz susjedne Palestine čije je stanovništvo većinom islamske vjeroispovjesti. Mnogo Palestinaca živi s izraelske strane granice te je posljedica toga i drugi službeni jezik u Izraelu arapski. Drugi razlog je sveto mjesto islama u Jeruzalemu te velika naseljenost u islamskoj četvrti u Jeruzalemu.
Kršćani čine vjersku manjinu u odnosu na muslimane i Židove, što je direktan uzrok geopolitičkih previranja u zadnjih dvije tisuće godina; islamskih osvajanja te uspostave židovske države 1948. godine. Većina kršćanskih svetišta poput (istočnog) Jeruzalema, Betlehema ili Hebrona nalaze se u susjednoj palestinskoj Zapadnoj obali, dok se u Izraelu nalazi grad Nazaret.

## Kultura
- Amos Oz, književnik i novinar
- Ephraim Kishon, humorist, dramatičar, scenarist i filmski redatelj
- Ofra Haza, pjevačica

## Vanjske poveznice
- Vlada Izraela – službene stranice
- Kneset (Parlament Republike Izrael) – službene stranice
- Vrhovni sud Republike Izrael – službene stranice
- Ministarstvo vanjskih poslova – službene stranice
- Ministarstvo turizma  Arhivirana inačica izvorne stranice od 14. lipnja 2010. (Wayback Machine) – službene stranice
- Centralni statistički ured – službene stranice
- Židovska virtualna knjižnica – Izrael

Sestrinski projekti
|  | Zajednički poslužitelj ima stranicu o temi Izrael    |
|  | Zajednički poslužitelj ima još gradiva o temi Izrael |
|  | Zajednički poslužitelj sadrži atlas Izraela          |
|  | Wječnik ima rječničku natuknicu Izrael               |